# Yuka Murayama
Pour les articles homonymes, voir Murayama (homonymie).
Yuka Murayama (村山由佳, Murayama Yuka) (née le 10 juillet 1964 à Tokyo) est une écrivaine japonaise, diplômée de littérature japonaise de l'université Rikkyō.

## Biographie
Avant de devenir écrivaine, elle exerce les métiers d'agent immobilier et d'enseignante dans une école de rattrapage. En 1987, son premier roman intitulé Angel Egg remporte le prix Subaru au Japon. Après réception du prix, Murayama publie de nombreux autres romans, comme Wild Winds, Bad Kids ou Delicious Coffee Series. En 2006, Angel Egg est adapté au cinéma par Shin Togashi.
Yuka Murayama demeure dans la préfecture de Chiba près de Tokyo. 

## Œuvre
Dans son œuvre, Murayama explore de manière parfois provocante les voies du désir et de la sexualité, les tabous, les relations maritales et l'adultère, comme dans Hanayoi - La Chambre des kimonos (2012), sa seule œuvre traduite en français. 

## Source de la traduction
- (en) Cet article est partiellement ou en totalité issu de l’article de Wikipédia en anglais intitulé « Yuka Murayama » (voir la liste des auteurs).

1. ↑  (ja) « 天使の卵 (2006) », Allcinema.net (consulté le 6 janvier 2011)